# ورسلي (كامبريدجشير)
ورسلي (بالإنجليزية: Waresley)‏ هي أبرشية مدنية تقع في المملكة المتحدة في إنجلترا.